# Leptogidium dendriscum
Leptogidium dendriscum är en lavart som först beskrevs av William Nylander 1853 och fick sitt nu gällande namn av samma man 1873. Leptogidium dendriscum ingår i släktet Leptogidium och familjen Pannariaceae. Inga underarter finns listade i Catalogue of Life.